# Northsbest
Northsbest è il primo album in studio del rapper statunitense Lil Mosey, pubblicato il 19 ottobre 2018 dalla Interscope e Mogul Vision.

## Tracce
1. Kamikaze – 2:19 (Lathan Echols, Royce Pearson, Daniel Hackett, Claudio Cueni, Chris Stokes)
2. Fu Shit – 2:38 (Lathan Echols, Royce Pearson)
3. Noticed – 2:45 (Lathan Echols, Royce Pearson)
4. Rarri – 1:45 (Lathan Echols, Royce Pearson)
5. Pull Up – 3:03 (Lathan Echols, Kevin Essett)
6. Burberry Headband – 2:26 (Lathan Echols, Royce Pearson)
7. Greet Her – 2:54 (Lathan Echols, Royce Pearson, Johntá Austin, Andre Harris, Vidal Davis)
8. That's My Bitch – 3:04 (Lathan Echols, Royce Pearson)
9. Yoppa (con BlocBoy JB) – 2:43 (Lathan Echols, Royce Pearson, James Baker)
10. Boof Pack – 2:15 (Lathan Echols, Royce Pearson, Dylan Cleary-Krell)
11. Trapstar – 2:24 (Lathan Echols, Royce Pearson)

Traccia bonus nell'edizione estesa
1. Bust Down Cartier – 2:28 (Lathan Echols)

## Classifiche

### Classifiche settimanali
| Classifica (2018-19) | Posizione massima |
| -------------------- | ----------------- |
| Belgio (Fiandre)     | 167               |
| Canada               | 20                |
| Estonia              | 33                |
| Islanda              | 15                |
| Lettonia             | 29                |
| Lituania             | 44                |
| Norvegia             | 16                |
| Paesi Bassi          | 47                |
| Stati Uniti          | 29                |
| Svezia               | 26                |

### Classifiche di fine anno
| Classifica (2019) | Posizione |
| ----------------- | --------- |
| Norvegia          | 30        |
| Stati Uniti       | 181       |